# Dystrykt Chitral
Dystrykt Chitral (urdu: ضلع چترال) – dystrykt w północnym Pakistanie w prowincji Chajber Pasztunchwa. W 1998 roku liczył 318 689 mieszkańców (z czego 50,86% stanowili mężczyźni) i obejmował 40 060 gospodarstw domowych. Siedzibą administracyjną dystryktu jest Chitral.